# Sharp MZ 80C
Sharp MZ 80C (MZ 80C) је кућни рачунар, производ фирме Шарп (Sharp) који је почео да се израђује у Јапану током 1979. године.
Користио је Zilog Z80 A као централни микропроцесор а RAM меморија рачунара MZ 80C је имала капацитет од 48 KB. 

## Детаљни подаци
Детаљнији подаци о рачунару MZ 80C су дати у табели испод.
|                       |                                                 |
| [ 1 ]                 |                                                 |
| Произвођач            | Шарп                                            |
| Тип                   | кућни рачунар                                   |
| Меморија              | 48 KB                                           |
| Поријекло             | Јапан                                           |
| Година                | 1979                                            |
| Тастатура             | 78 пластичних тастера                           |
| Процесор              |                                                 |
| Фреквенција процесора | 4                                               |
| RAM                   | 48 KB                                           |
| ROM                   | 4 KB                                            |
| Текст                 | 40 x 25                                         |
| Графика               | 80 x 50                                         |
| Боја                  | 10-инчни уграђени монохроматски монитор         |
| Звук                  | један канал, уграђени звучник                   |
| Димензије             | 410 (ширина) / 470 (дубина) / 270 (висина) / 13 |
| Портови               |                                                 |
| Оперативни систем     |                                                 |